# Cirkus Benneweis

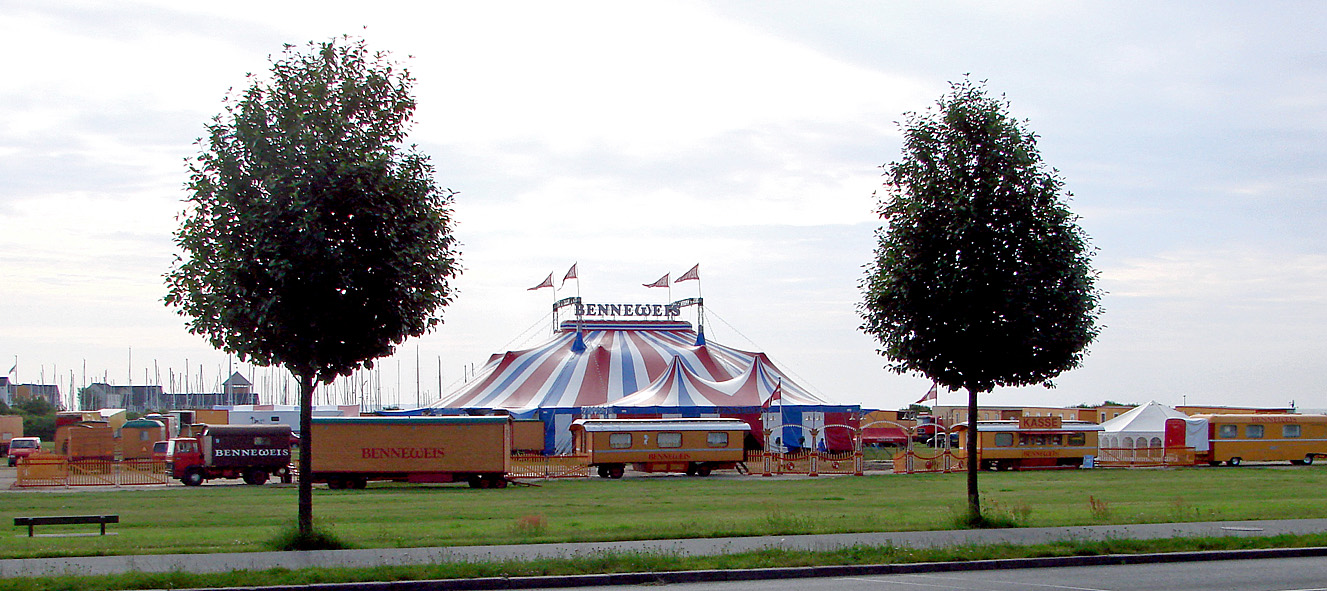
Cirkus Benneweis i Tangkrogen, Århus, 2007

Cirkus Benneweis var en dansk cirkus. Den etablerades i Vordingborg 1887 av Gottfried Benneweis, som samma år gifte sig med Marie Brun. Cirkusen leddes från år 1993 av Diana Benneweis som överlämnade ansvaret till sina adoptivbarn, tvillingarna Nadia och Dawid Benneweis, 2015.
Det första djurbeståndet bestod av  två hästar, några getter samt hundar, duvor och höns. Två syskon till Marie Brun framträdde med musik- och akrobatnummer. Sedan 2005 turnerade man med ett 4-masters tält, som rymmer 1 240 åskådare.
Cirkusen lades ner inför 2016 års säsong efter några år med dålig ekonomi.